# Кокс (гориво)
Кокс је висококалорично вештачко чврсто гориво, добијено сувом дестилацијом каменог угља или лигнита, уз потпуни или делимични недостатак ваздуха. Кокс је тврда, порозна (шупљикава) твар, произведена грејањем угља до високе температуре без приступа ваздуха, а користи се у производњи гвожђа и челика у високим пећима.
Поступним загревањем уситњеног каменог угља или лигнита у коксарама, код температура виших од 200 °C долази до разградње угља, уз стварање разних гасова. Код суве дестилације у коксарама, на високим температурама (од 1000 °C до 1200 °C) остаје "прави" металуршки кокс, а код суве дестилације на нижим температурама (од 600 °C до 800 °C) остаје полукокс. Остаци код производње кокса су сирови катран и угљени гас, који износе око 30% вредности производње једне коксаре. Угљени гас садржи приближно 50% водоника, 35% метана и угљен-моноксида 8%.

## Историја
Кокс се почео користити у металургији гвожђа у 4. веку у Кини, а у 11. веку почео се користити за високе пећи. Након тога се почео користити средином 18. века у Енглеској. Предност кокса у односу на дрвени угаљ је та што је кокс чвршћи, тако да се висока пећ може више напунити гвозденом рудом, кречњаком и коксом, што има за резултат више сировог гвожђа, сировине за добијање челика.

## Металуршки кокс
Металуршки кокс има грејну вредност по килограму око 29,5 MJ, што износи око 8,2 KWh тј. око 7000 Kcal. Ради поређења, енергетска вредност дрвета је двоструко мања. Кокс је порозан, сребрнкасто сив, призматичног лома, а садржи нешто пепела и сумпора. Постоје две врсте металуршког кокса :
- кокс за високе пећи, са радном запремином пора око 50%
- ливнички кокс, с порозношћу око 25%, који је густ, збијен и може поднети притисак 12-20 N/mm2.

У државама које производе веће количине кокса, квалитет кокса је одређена стандардима.

## Плински кокс
Плински кокс се добија као остатак у плинарама. Ситнији је и мекши, тамносиве боје. Служи као гориво у коксним пећима и за централно грејање.

## Водени гас
Водени гас (плави гас, синтетски гас, сингас) јесте гас који служи као сировина у индустрији синтезе органских једињења, као гориво код заваривања, производње стакла и у другим индустријама, где је потребно развити високу температуру. Водени гас се производи тако да се пара преводи преко ужареног угља или кокса. Састоји се углавном од угљен-моноксида (CO) и водоника (H2) загађених малим количинама CO2, N2, CH4, и O2.
C(k) + H2O(p) <=> CO(k) + H2(p)